# Patz Dóri
Patz Dóri, Bánfai Györgyné (1941 vagy 1942 – 2020. október 17.) magyar sztármanöken, modell, fotómodell, divattervező, tanár, „a magyar divatvilág állócsillaga”.

## Élete
Gyermekkorában versenyszerűen úszott, és műugró volt. 1957-ben a Balaton Szépe verseny ötödik helyezettje lett.
Az Aratóné szalonban tanult varrni, és ott fedezték fel, alig 15 évesen. Az átlagosnál magasabb, és karcsúbb volt. Ettől kezdve folyamatosan kapta bemutatókra a felkéréseket.
Különleges, társaitól eltérő utat választott, nehezebbet, de eredményesebbet. Hétköznapjait a tervezőasztal mellett töltötte, s rajzkészségének köszönhetően szép modellek kerültek ki keze alól. Modelljei a Fővárosi Kézműipari Vállalat bemutatóján is felvonultak, egyszerre volt ruhákat bemutató manöken és gyermekruha tervező is. Patz Dóri tanított is egy manökenképző tanfolyamon. Tanítványai közül többen sikerrel szerepeltek jelentős bemutatókon.

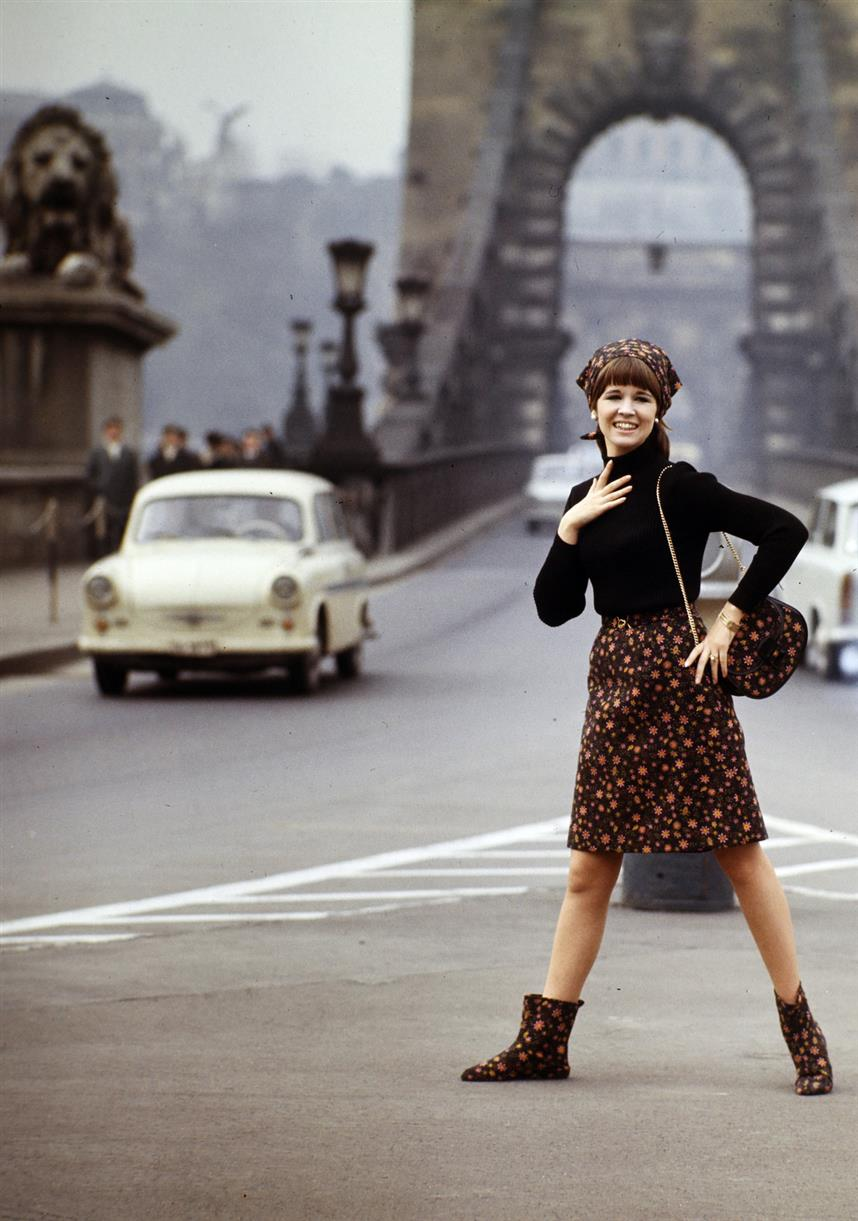
1971-ben (Fotó: Szalay Zoltán)

A 60-70 és a 80-as évek sztármanökenje. Számtalan esetben vett részt divatbemutatón és fotózáson a főváros szállodáiban, az InterContinentalban, a Gellért Szállóban avagy a Gundel étteremben rendezett divatbemutatókon.
Rotschild Klára bemutatóin is, ahol  a szépség, a jó alak, a mozgás  mellett Klára manökenjeinek nyelveket kellett beszélniük, és tudniuk kellett megfelelően viselkedni a híres és befolyásos emberek társaságában, de például Vámos Magda, Eötvös-díjas divattervező ruhakölteményét, amellyel elhozta a brüsszeli világkiállítás egyik nagydíját, szintén Patz Dóri mutatta be, 1958-ban, amikor az egyik belga lap azt írta, hogy igenis létezik még az egykori divatháromszög: Párizs, Bécs, Budapest.
A Szabó László által rendezett A maneken egy napja című kisfilmben bepillanthatunk Patz Dóri egy napjába  (A Day In The Life Of Hungarian Fashion Model 1965) 1965-ből. Látható volt az 1965-ben készült Gyerekbetegségek című színes magyar filmben is, amelyet Kardos Ferenc és Rózsa János rendezett.
Szerepelt az Ez a Divat, Nők Lapja címlapján, de találkozhattunk vele egyéb kiadványokban, reklámfotókon is. Fotósai voltak többek között: Komlós Lili és Tóth József fotóművészek.
Az 1970-es években butikot nyitott, „Dóri-butik” néven.
Patz Dóri a Kézműipari Vállalatnál volt divattervező, manöken. Az Ez a Divat Évkönyv '80-ban erről cikk is megjelent.
Gyermekei: Dorottya és Zsófia.
Egy rajongó naplójából: 

„,,Mindenki Dóriba szerelmes...én is meg néhány barátom is, akikkel közösen jártuk a divatbemutatókat, ahol Patz Dóri fellépett. Ő volt a felvonuló „csapat” leg-leg-je, nélküle nem is volt divatbemutató. Tudták ezt a szervezők is, épp ezért Dóri mindig a vége felé jött ki, természetesen a legszebb ruhákban. Ilyenkor azonnal feldördült a taps.,,”

– IDŐUTAZÁS
című weblap